# 韋恩縣 (俄亥俄州)
韋恩縣（英語：Wayne County）是美國俄亥俄州中北部的一個縣。成立於1812年，以紀念美國獨立戰爭英雄安東尼·韋恩。面積1,441平方公里，人口114,520 (美國2010年人口普查)。首府伍斯特。